# Estat lligat en el continu

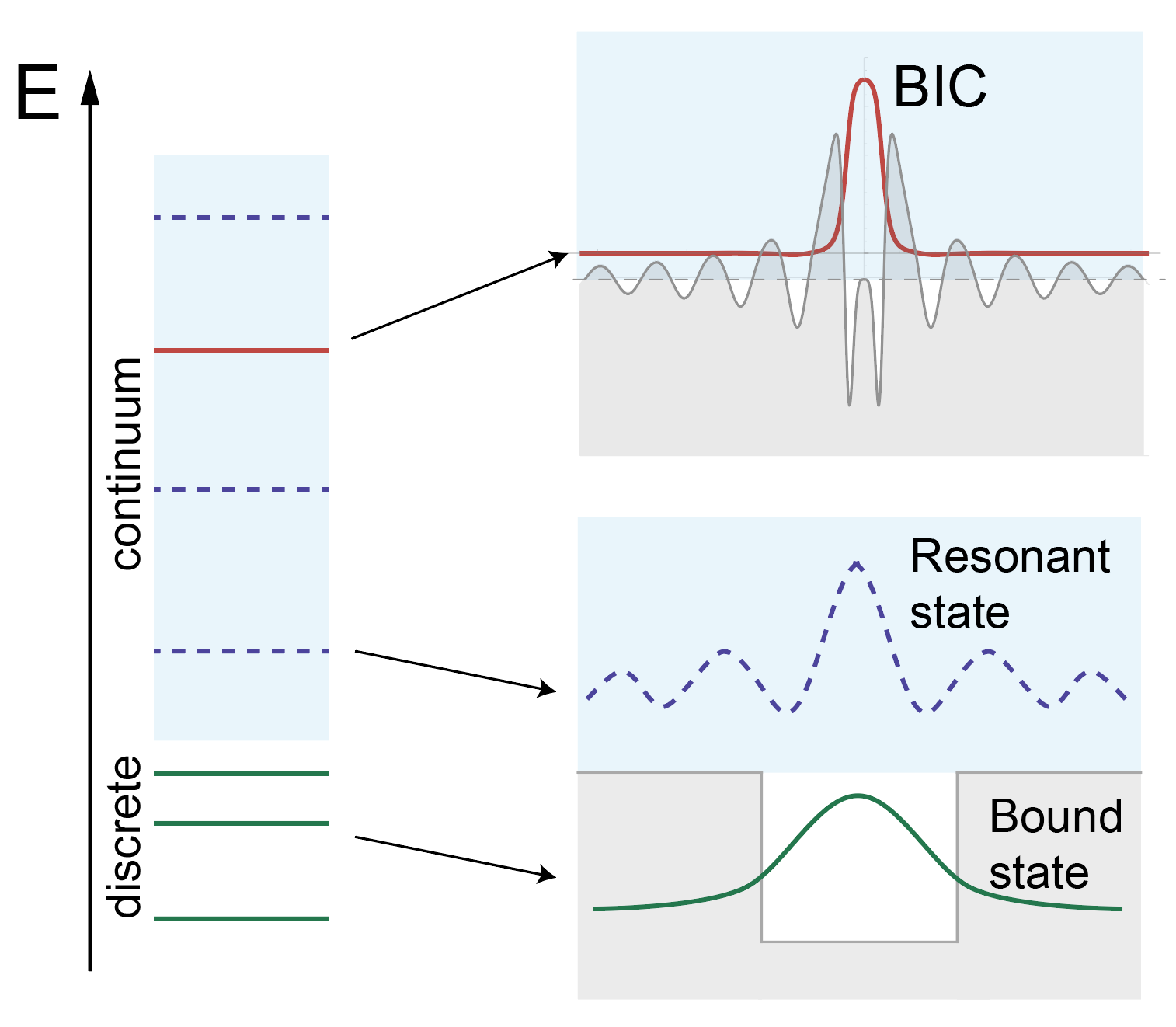
Imatge esquemàtica dels nivells d'energia i exemples de diferents estats. Estats de l'espectre discret (verd), estats ressonants (línia de punts blaus) i estats lligats al continu (vermell). Reproducció parcial de

Un estat lligat en el continu (BIC) és un estat propi d'algun sistema quàntic particular amb les propietats següents:
1. L'energia es troba en l'espectre continu de modes de propagació de l'espai circumdant;
2. L'estat no interacciona amb cap dels estats del continu (no pot emetre ni ser excitat per cap ona que provingui de l'infinit);
3. L'energia és real i el factor Q és infinit, si no hi ha absorció al sistema.

Els BIC s'observen en sistemes electrònics, fotònics i acústics, i són un fenomen general que presenten els sistemes en què s'aplica la física de les ones.
Els estats lligats a la zona prohibida, on no hi ha solucions finites a l'infinit, són àmpliament coneguts (àtoms, punts quàntics, defectes en semiconductors). Per a les solucions d'un continu que s'associen a aquest continu, es coneixen estats ressonants, que decauen (perden energia) amb el temps. Poden ser excitats, per exemple, per una ona incident amb la mateixa energia. Els estats lligats en el continu tenen valors propis d'energia real i, per tant, no interaccionen amb els estats de l'espectre continu i no poden decaure.

## Classificació dels BIC per mecanisme d'ocurrència
Font:

#### BIC (Enginyeria del potencial) de Wigner-von Neumann
La funció d'ona d'un dels estats continus es modifica perquè sigui normalitzable i se'n selecciona el potencial corresponent.
| En el treball de von Neumann i Wigner es consideren dos tipus de potencials esfèricament simètrics, amb el potencial de {\displaystyle V(r)={\frac {2}{r^{2}}}-9r^{4}} la localització es produeix a causa de la "reflexió" des de l'infinit (ja que el punt material va a l'infinit durant un temps finit, rodant cap avall des d'aquest potencial, i la probabilitat de ser-hi tendeix a zero). Un exemple similar en 1D considera la dependència exponencial del potencial. El segon tipus de potencial té una forma complexa, però es modula periòdicament amb període. {\displaystyle \pi }. Una funció d'ona amb període {\displaystyle 2\pi } es reflecteix des d'aquest potencial cap al centre en analogia amb el reflex d'un mirall de Bragg. En el cas unidimensional, aquests potencials es poden realitzar mitjançant superreticules. |

#### Enginyeria de velocitat de salt
En l'aproximació d'unió estreta, les taxes de salt es modifiquen de manera que l'estat es localitzi
| Els BIC d'aquest tipus s'han realitzat en una matriu de guies d'ona òptiques acoblades, amb la velocitat de salt modulada per l'espai entre les guies d'ona. Experimentalment, un estat amb les següents taxes {\displaystyle \kappa _{n}=\left\{{\begin{array}{ll}\kappa &n\neq 2l\\\left({\frac {l+1}{l}}\right)\kappa &n=2l,(l=1,2,3,\ldots )\end{array}}\right.} es va realitzar en el sistema que consta de 40 guies d'ona. També hi ha exemples de BIC en sistemes PT-simètrics. |

#### Enginyeria de formes de límit
Les fonts per a BIC de diferents tipus, per exemple, el tipus Fabry-Perot, es substitueixen per dispersors per crear BIC del mateix tipus.
| S'observen BIC d'aquest tipus per a les ones d'aigua. |

### BIC sorgits a causa de l'ajust de paràmetres

#### Fabry-Perot BIC
Per a estructures ressonants, el coeficient de reflexió proper a la ressonància pot arribar a la unitat. Dues d'aquestes estructures es poden disposar de manera que s'irradien en antifase i es compensen mútuament.
| A més de les ones sobre l'aigua esmentades anteriorment, els estats d'aquest tipus es troben en molts sistemes, com els de parells de punts quàntics acoblats a una guia d'ones, cadenes dobles d'àtoms de coure, parells de guies d'ones de formes Z i П- En fotònica, els estats es realitzen, per exemple, en parells fotonics de lloses bidimensionals, c. matrius dobles de cilindres dielèctrics etc. |

#### BIC de Friedrich-Wintgen
Dos modes de la mateixa simetria d'una mateixa estructura s'apropen quan es canvien els paràmetres de l'estructura i en algun moment es produeix un anti-encreuament. En aquest cas, el BIC es forma en una de les branques, ja que els modes com si es compensen entre si, estant en antifase i irradiant al mateix canal de radiació.
| Els BIC de Friedrich-Wintgen (FW BIC) es van considerar per a un àtom d'hidrogen en un camp magnètic i es van manifestar experimentalment en la inhibició de l'autoionització de l'àtom de bari, aïllants topològics amb un defecte i molts altres sistemes quàntics. A més, aquest tipus de BIC es troba en ressonadors acústics oberts cilíndrics bidimensionals i tridimensionals. En fotònica, els BIC accidentals en estructures periòdiques de vegades poden aparèixer com a BIC FW, també modes d'aquest tipus van aparèixer a la guia d'ones de Bragg a la interacció d'ones TE i TM a través del medi anisotròpic. Un exemple notable és la realització teòrica de BIC en una nanopartícula esfèrica en capes de materials seleccionats específicament, en aquest cas els BIC apareixen a causa de la interacció de diferents modes dipols de la mateixa partícula. Pel mateix mecanisme, els estats d'alt Q també es poden realitzar en ressonadors dielèctrics no esfèrics, però en aquest cas cada mode consta d'un nombre infinit de multipols, i el factor Q no arriba a l'infinit. |

#### BIC paramètrics de ressonància única
Es produeix quan un sol mode es pot representar com una suma de contribucions, cadascuna de les quals varia amb els paràmetres de l'estructura. En algun moment, es produeix una interferència destructiva de totes les contribucions.
| Els BIC d'aquest tipus es consideren habitualment en cristalls fotònics i també són BIC accidentals. Poden aparèixer en estructures planes a {\displaystyle xy} -avió, que posseeixen {\displaystyle {C_{2}}^{z}} i {\displaystyle \sigma _{z}} simetries, però la seva existència no està garantida per simetria, apareixen per a valors particulars dels paràmetres d'estructura. A més de les estructures periòdiques fotòniques, BIC d'aquest tipus poden aparèixer per a ones d'aigua, guies d'ones quàntiques, ressonadors mecànics, com a ones superficials etc. |

### BIC protegits per simetria
Sorgeixen quan la simetria de l'estat propi difereix de qualsevol de les possibles simetries dels modes de propagació en el continu.
| En el cas simple, els estats d'aquest tipus s'observen en el punt Г dels cristalls fotònics plans que posseeixen simetria {\displaystyle {C_{n}}^{z}}. Sovint, altres tipus de BIC existeixen a les mateixes estructures. També s'han observat BIC protegits per simetria en sistemes de guies d'ones acoblades. |

### BIC separables
Sorgeix quan el problema dels valors propis es resol amb el mètode de separació de variables i la funció d'ona es representa, per exemple, com {\displaystyle \psi =\psi _{1}(x)\psi _{2}(y)}, on tots dos multiplicadors corresponen a estats localitzats, amb l'energia total en el continu.
| L'Hamiltonià per obtenir aquest tipus de BIC va ser proposat per primera vegada per Robnik i després es va estudiar en diversos sistemes quàntics i estructures fotòniques 2D. |

## BIC de Wigner-Von Neumann
Els estats lligats en el continu van ser predits per primera vegada el 1929 per Eugene Wigner i John von Neumann. Es van descriure dos potencials, en els quals els BIC apareixen per dos motius diferents.
En aquest treball, primer s'escull una funció d'ona simètrica esfèrica perquè sigui integrable quadràticament a tot l'espai. Aleshores s'escull un potencial tal que aquesta funció d'ona correspongui a energia zero.
El potencial és esfèricament simètric, llavors l'equació d'ona s'escriurà de la següent manera:
{\displaystyle -{\frac {h^{2}}{8\pi ^{2}m}}\Delta \psi +(V(r)-E)\psi =0,}
les derivades de l'angle desapareixen, ja que ens limitem a considerar només les funcions d'ona esfèricament simètriques:
{\displaystyle \Delta ={\frac {\partial ^{2}}{\partial x^{2}}}+{\frac {\partial ^{2}}{\partial y^{2}}}+{\frac {\partial ^{2}}{\partial z^{2}}}={\frac {\partial ^{2}}{\partial r^{2}}}+{\frac {2}{r}}{\frac {\partial }{\partial r}},}
Per {\displaystyle E=0} per ser el valor propi de la funció d'ona simètrica esfèrica {\displaystyle \psi =\psi (r)}, el potencial ha de ser
{\displaystyle V={\frac {h^{2}}{8\pi ^{2}m}}\left({\frac {\psi ^{\prime \prime }}{\psi }}+{\frac {2\psi ^{\prime }}{r\psi }}\right)}
Obtenim els valors específics {\displaystyle \psi } i {\displaystyle V} pel qual s'observarà el BIC.

### Primer cas

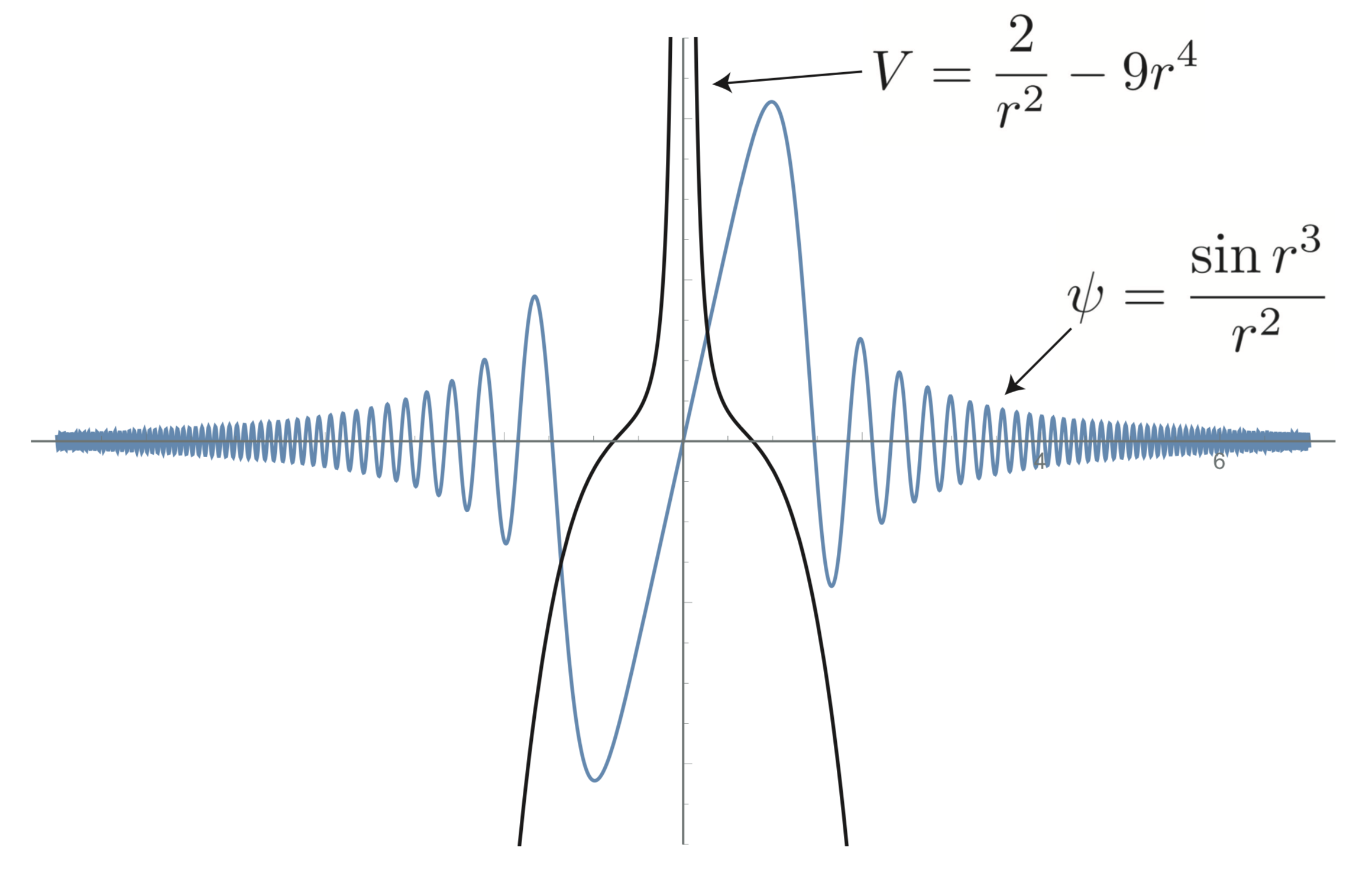
Potencial i funció d'ona corresponent a energia zero, per al primer cas del BIC de Wigner-Von Neumann

Considerem la funció {\displaystyle \psi =r^{\alpha }{\sin r^{\beta }}}. Mentre que la integral {\displaystyle \int _{0}^{\infty }4\pi r^{2}|\psi (r)|^{2}{\text{d}}r=\int _{0}^{\infty }4\pi r^{2\alpha +2}{\sin ^{2}r^{\beta }}{\text{d}}r} ha de ser finit, llavors tenint en compte el comportament quan {\displaystyle r=0}, ho aconseguim {\displaystyle 2\alpha +\beta +2>-1}, llavors tenint en compte el comportament quan {\displaystyle r=\infty }, aconseguim {\displaystyle 2\alpha +2<-1}. La regularitat {\displaystyle V(r)} en {\displaystyle r\neq 0} requereix {\displaystyle 2\alpha +\beta +1=0}. Finalment, aconseguim {\displaystyle \alpha =-2,\ \beta =3}.

### Segon cas

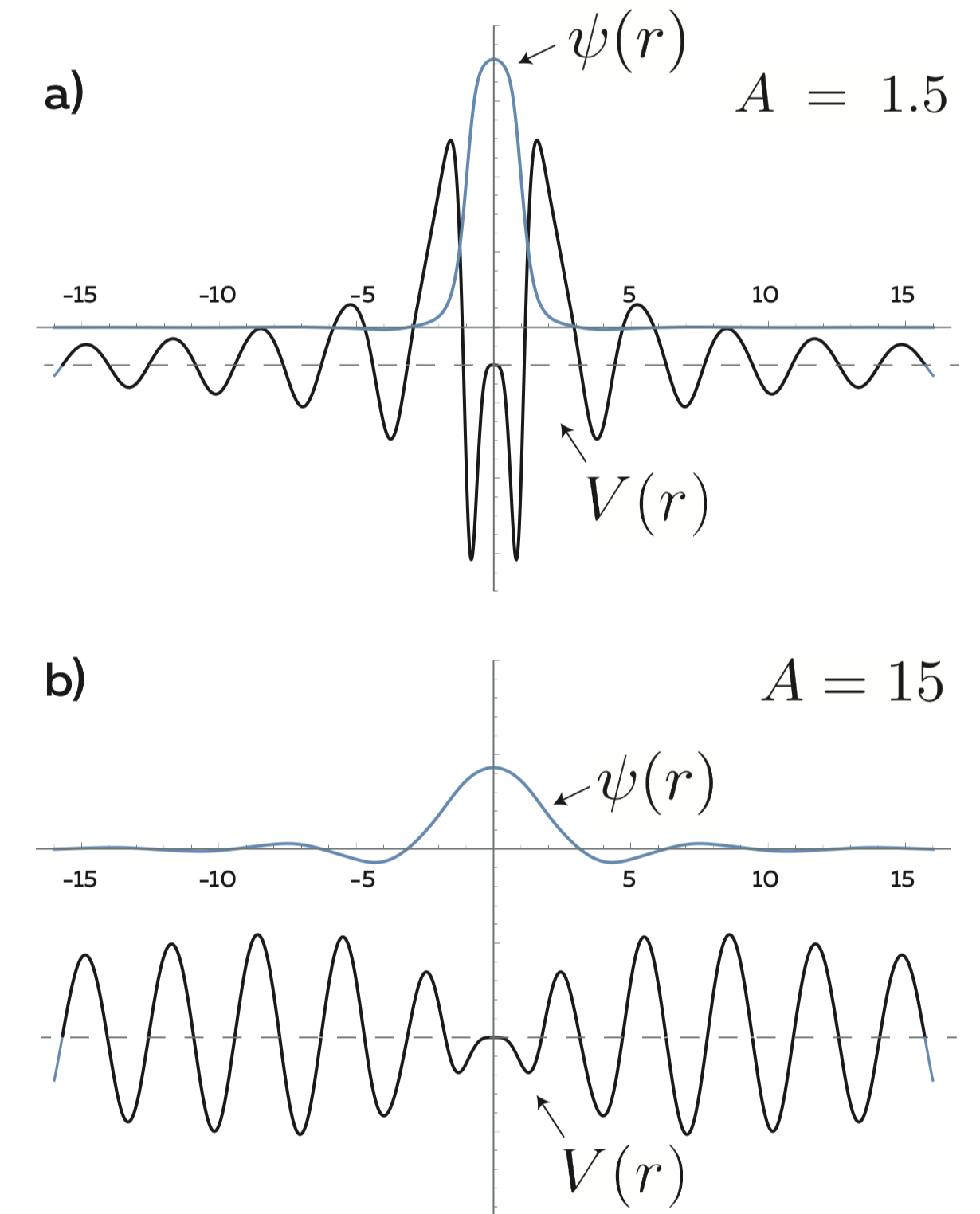
(a) Potencial i funció d'ona (a escala arbitrària al llarg de l'eix vertical) corresponent a l'energia zero, per al segon cas del SSC de Wigner von Neumann, (b).

Passem al segon exemple, que ja no es pot interpretar a partir d'aquestes consideracions.
En primer lloc, agafem una funció {\displaystyle \psi ={\frac {\sin r}{r}}}, doncs {\displaystyle V=-1}. Es tracta d'ones esfèriques divergents, ja que l'energia {\displaystyle E=0} és més gran que el potencial {\displaystyle V=-1}, l'energia cinètica clàssica continua sent positiva. La funció d'ona pertany a un espectre continu, la integral {\displaystyle \int _{0}^{\infty }4\pi r^{2}|\psi (r)|^{2}{\text{d}}r=4\pi \int _{0}^{\infty }\sin ^{2}r{\text{d}}r} divergeix. Intentem canviar la funció d'ona de manera que la integral quadràtica convergi i el potencial variï prop de -1.
Considereu el següent ansatz:
{\displaystyle \psi ={\frac {\sin r}{r}}f(r)}
Si la funció {\displaystyle f(r)} és contínua, i a {\displaystyle r\rightarrow \infty } l'asimptòtic és {\displaystyle r^{\alpha },\ \ \alpha <-1/2} aleshores la integral és finita. Aleshores, el potencial seria igual (amb l'error aritmètic corregit a l'article original):
{\displaystyle V=-1+2\operatorname {ctg} r{\frac {f^{\prime }(r)}{f(r)}}+{\frac {f^{\prime \prime }(r)}{f(r)}}.}